# Pronophaea
Pronophaea es un género de arañas araneomorfas de la familia Corinnidae. Se encuentra en Sudáfrica.

## Lista de especies
Según The World Spider Catalog 12.0:
- Pronophaea natalica Simon, 1897
- Pronophaea proxima (Lessert, 1923)
- Pronophaea vidua (Lessert, 1923)